# Robledo del Mazo
Robledo del Mazo ist ein Ort und eine zentralspanische Gemeinde (municipio) mit 252 Einwohnern (Stand: 2024) in der Provinz Toledo in der Autonomen Gemeinschaft Kastilien-La Mancha. Neben dem gleichnamigen Hauptort gehören die Ortschaften Las Hunfrías, Navaltoril, Piedraescrita und Robledillo zur Gemeinde.

## Lage und Klima
Robledo del Mazo liegt am Nordrand der Montes de Toledo gut 90 km (Fahrtstrecke) westsüdwestlich von Toledo in einer Höhe von ca. 735 m im Tal des Río Gévalo. Das Klima im Winter ist rau, im Sommer dagegen trocken und warm; der Regen (599 mm/Jahr) fällt – mit Ausnahme der trockenen Sommermonate – übers Jahr verteilt.

## Bevölkerungsentwicklung
| Jahr      | 1970 | 1981 | 1991 | 2001 | 2011 | 2021 |
| Einwohner | 1184 | 781  | 567  | 503  | 379  | 260  |

Aufgrund der Mechanisierung der Landwirtschaft und der Aufgabe von bäuerlichen Kleinbetrieben ist die Einwohnerzahl der Gemeinde seit der Mitte des 20. Jahrhunderts zurückgegangen.

## Sehenswürdigkeiten
- Kirche